# Liste des monuments aux morts dans le Morbihan
Pour un article plus général, voir Liste des œuvres d'art du Morbihan.
Cet article vise à recenser les monuments aux morts dans le Morbihan, en France.

## Liste
Les monuments sont classés par ordre alphabétique de communes, ou anciennes communes. Si une commune possède plusieurs monuments, ils sont classés par ordre chronologique des conflits commémorés.
| Œuvre                                                                            | Auteur                                     | Commune                 | Localisation | Notes | Installation | Coordonnées                        | Illustration |
| -------------------------------------------------------------------------------- | ------------------------------------------ | ----------------------- | --- | --- | ------------ | ---------------------------------- | --- |
| Monument aux morts                                                               | À déterminer                               | Allaire                 | À côté de l'église Saint-Gaudens | | 1924         | à géolocaliser                     | Monument aux morts |
| Aumônier assistant un soldat mourant (monument aux morts de 1914-1918)           | Copie d'après Étienne Camus                | Ambon                   | Dans l'église Saint-Cyr-et-Sainte-Julitte | | À déterminer | à géolocaliser                     | Aumônier assistant un soldat mourant (monument aux morts de 1914-1918)                                                        |
| Monument aux morts                                                               | Georges Lépinard                           | Ambon                   | À côté de l'église Saint-Cyr-et-Sainte-Julitte | | 1925         | à géolocaliser                     | Monument aux morts |
| Monument aux morts                                                               | À déterminer                               | Arradon                 | À côté de l'église Saint-Pierre | | 1922         | à géolocaliser                     | Monument aux morts |
| Monument aux morts                                                               | À déterminer                               | Arzal                   | Dans l'église Saint-Martin-de-Vertou | Plaques. | À déterminer | à géolocaliser                     | Image manquante |
| Monument aux morts                                                               | À déterminer                               | Arzal                   | Dans le cimetière | | À déterminer | à géolocaliser                     | Image manquante |
| Monument aux morts                                                               | À déterminer                               | Arzal                   | À côté de l'église Saint-Martin-de-Vertou, au bord de la RD 148                                                                                          | | 2001         | à géolocaliser                     | Image manquante |
| Monument aux morts                                                               | À déterminer                               | Arzon                   | Dans le cimetière | | À déterminer | à géolocaliser                     | Image manquante |
| Monument aux morts                                                               | À déterminer                               | Augan                   | À déterminer | | 1922         | à géolocaliser                     | Image manquante |
| Monument aux morts de 1914-1918                                                  | À déterminer                               | Auray                   | Dans l'église Saint-Gildas | Plaques. La statue représente Jeanne d'Arc.                                                                                  | À déterminer | à géolocaliser                     | Image manquante |
| Monument aux morts                                                               | À déterminer                               | Auray                   | Dans l'église Saint-Sauveur | | À déterminer | à géolocaliser                     | Monument aux morts |
| Monument aux morts                                                               | À déterminer                               | Auray                   | À déterminer | | 1925         | à géolocaliser                     | Monument aux morts |
| Monument aux morts de 1914-1918                                                  | À déterminer                               | Baden                   | Dans l'église Saint-Pierre | Plaque. | À déterminer | à géolocaliser                     | Image manquante |
| Monument aux morts                                                               | À déterminer                               | Baden                   | À côté de l'église Saint-Pierre | | 1922         | à géolocaliser                     | Image manquante |
| Monument aux morts                                                               | À déterminer                               | Bangor                  | Dans le cimetière | | À déterminer | à géolocaliser                     | Image manquante |
| Monument aux morts                                                               | Henri Gouzien                              | Baud                    | À côté de l'église Saint-Pierre | | 1924         | à géolocaliser                     | Monument aux morts |
| Monument aux morts de 1914-1918                                                  | À déterminer                               | Béganne                 | Dans l'église Saint-Hermeland | Plaques. | À déterminer | à géolocaliser                     | Image manquante |
| Monument aux morts                                                               | À déterminer                               | Béganne                 | Sur la place de l'Église | | À déterminer | à géolocaliser                     | Monument aux morts |
| Poilu au repos (monument aux morts)                                              | Copie d'après Étienne Camus                | Beignon                 | À côté de l'église Saint Pierre | Érigé[Où ?] en 1921. | 1994         | à géolocaliser                     | Poilu au repos (monument aux morts)                                                                                           |
| Monument aux morts de 1914-1918                                                  | À déterminer                               | Belz                    | Dans la chapelle Saint-Cado | Plaque. | 2018         | à géolocaliser                     | Image manquante |
| Monument aux morts                                                               | Élie Le Goff                               | Belz                    | Sur la place René Cassin | | 1925         | 47° 40′ 34″ nord, 3° 10′ 07″ ouest | Image manquante |
| Monument aux morts                                                               | À déterminer                               | Berné                   | Dans le cimetière | | 1926         | à géolocaliser                     | Image manquante |
| Monument aux morts                                                               | Georges Lépinard                           | Berric                  | Dans le cimetière | | À déterminer | à géolocaliser                     | Image manquante |
| Monument aux morts                                                               | Albert Bourget                             | Bieuzy                  | Sur la place Ernest le Moine, à côté de l'église Notre-Dame                                                                                              | | 1925         | 47° 58′ 53″ nord, 3° 03′ 55″ ouest | Monument aux morts de Bieuzy                                                                                                  |
| Monument aux résistants morts                                                    | À déterminer                               | Bieuzy                  | À déterminer | | À déterminer | à géolocaliser                     | Monument aux résistants morts                                                                                                 |
| Monument aux morts de 1914-1918                                                  | À déterminer                               | Bignan                  | Dans l'église Saint-Pierre-et-Saint-Paul | Plaques. | À déterminer | à géolocaliser                     | Image manquante |
| Monument aux morts                                                               | Henri Gouzien                              | Bignan                  | Derrière la mairie | Érigé[Où ?] en 1923. | 2013         | à géolocaliser                     | Image manquante |
| Monument aux morts de 1914-1918                                                  | À déterminer                               | Billiers                | Dans l'église Saint-Maxent | | À déterminer | à géolocaliser                     | Monument aux morts de 1914-1918                                                                                               |
| Monument aux morts de 1914-1918                                                  | À déterminer                               | Billiers                | Dans l'église Saint-Maxent | | À déterminer | à géolocaliser                     | Monument aux morts de 1914-1918                                                                                               |
| Monument aux morts                                                               | À déterminer                               | Billiers                | À côté de l'église Saint-Maxent | | À déterminer | à géolocaliser                     | Monument aux morts |
| Monument aux morts                                                               | À déterminer                               | Billio                  | Dans le cimetière | | 1925         | à géolocaliser                     | Monument aux morts |
| Monument aux morts de 1914-1918                                                  | À déterminer                               | Bohal                   | Dans l'église Saint-Gildas | Plaque. | À déterminer | à géolocaliser                     | Image manquante |
| Monument aux morts                                                               | À déterminer                               | Bohal                   | À déterminer | | À déterminer | à géolocaliser                     | Image manquante |
| Monument aux morts                                                               | À déterminer                               | Brandérion              | À côté de l'église Saint-Pierre | | À déterminer | à géolocaliser                     | Monument aux morts |
| Monument aux morts                                                               | À déterminer                               | Brandivy                | Dans le cimetière | | À déterminer | à géolocaliser                     | Image manquante |
| Monument aux morts                                                               | Élie Le Goff                               | Brech                   | Intersection de la rue du Moulin et de la rue du Loch (RD 19), devant l'église Saint-André                                                               | | 1923         | 47° 43′ 15″ nord, 2° 59′ 43″ ouest | Monument aux morts de Brech                                                                                                   |
| Monument aux morts                                                               | À déterminer                               | Bréhan                  | À côté de l'église Notre-Dame | | 1921         | à géolocaliser                     | Image manquante |
| Monument aux morts                                                               | À déterminer                               | Brignac                 | Dans la mairie | Plaque. | À déterminer | à géolocaliser                     | Image manquante |
| Monument aux morts                                                               | À déterminer                               | Brignac                 | À déterminer | | 1926         | à géolocaliser                     | Monument aux morts |
| Monument aux morts                                                               | Gaston-Auguste Schweitzer                  | Bubry                   | Sur la place Saint-Antoine, au bord de la rue des Tilleuls (RD 2)                                                                                        | | 1923         | 47° 57′ 46″ nord, 3° 10′ 25″ ouest | Monument aux morts de Bubry                                                                                                   |
| Monument aux morts                                                               | Henri Gouzien                              | Buléon                  | Au chevet de l'église Sainte-Brigitte-et-Saint-Georges                                                                                                   | | À déterminer | à géolocaliser                     | Image manquante |
| Poilu mourant (monument aux morts)                                               | Copie d'après Jules Déchin                 | Caden                   | Dans le cimetière | | 1924         | à géolocaliser                     | Image manquante |
| Monument aux morts                                                               | À déterminer                               | Calan                   | À déterminer | | À déterminer | à géolocaliser                     | Image manquante |
| Monument aux morts                                                               | À déterminer                               | Camoël                  | À côté de l'église Saint-Martin | | À déterminer | à géolocaliser                     | Image manquante |
| Monument aux morts                                                               | Louis-Henri Nicot                          | Camors                  | À côté de l'église Saint-Sané | | 1924         | à géolocaliser                     | Image manquante |
| Monument aux morts de 1914-1918                                                  | Victor Folliot (marbrier)                  | Campénéac               | Dans l'église de la Nativité-de-la-Très-Sainte-Vierge | Plaque. | À déterminer | à géolocaliser                     | Image manquante |
| Monument aux morts                                                               | Joseph Querbouët (marbrier)                | Campénéac               | Sur la place de la mairie, à côté de l'église de la Nativité-de-la-Très-Sainte-Vierge                                                                    | | 1922         | à géolocaliser                     | Image manquante |
| Monument aux morts                                                               | À déterminer                               | Carentoir               | À côté de l'église Saint-Marcoul | | 1922         | à géolocaliser                     | Monument aux morts |
| Monument aux morts de 1914-1918                                                  | À déterminer                               | Carnac                  | Dans la chapelle Saint-Colomban | | À déterminer | à géolocaliser                     | Monument aux morts de 1914-1918                                                                                               |
| Monument aux morts                                                               | À déterminer                               | Caro                    | À côté de l'église Saint-Hervé | | 1923         | à géolocaliser                     | Image manquante |
| Monument aux morts                                                               | À déterminer                               | Caudan                  | Dans le cimetière | | 1923         | à géolocaliser                     | Monument aux morts |
| Monument aux morts                                                               | Jean Guillaume Donnart                     | Cléguer                 | À côté de l'église Saint-Gérand | | 1923         | à géolocaliser                     | Monument aux morts |
| Monument aux morts                                                               | Gaston-Auguste Schweitzer                  | Cléguérec               | Sur la place Pobeguin, à côté de l'église Saint-Guérec                                                                                                   | | 1923         | à géolocaliser                     | Image manquante |
| Monument aux morts                                                               | À déterminer                               | Colpo                   | Intersection de la rue Nationale et de l'avenue de la Princesse-Baciocchi                                                                                | | À déterminer | à géolocaliser                     | Monument aux morts |
| Monument aux morts                                                               | À déterminer                               | Concoret                | À côté de l'église Saint-Laurent | | À déterminer | à géolocaliser                     | Monument aux morts |
| Monument aux morts                                                               | À déterminer                               | Cournon                 | À côté de l'église du Sacré-Cœur | | À déterminer | à géolocaliser                     | Monument aux morts |
| Monument aux morts de 1914-1918                                                  | À déterminer                               | Crach                   | Dans l'église Saint-Thuriau | | À déterminer | à géolocaliser                     | Monument aux morts de 1914-1918                                                                                               |
| Monument aux morts de 1914-1918                                                  | À déterminer                               | Crach                   | À côté de l'église Saint-Thuriau | | À déterminer | à géolocaliser                     | Monument aux morts de 1914-1918                                                                                               |
| Monument aux morts                                                               | À déterminer                               | Crach                   | Dans le cimetière | | À déterminer | à géolocaliser                     | Image manquante |
| Monument à l'équipage du B-17F « Up and at them » abattu le 29 mai 1943          | À déterminer                               | Crach                   | Sur la place René-le-Mené, à côté de l'église Saint-Thuriau                                                                                              | | 1997         | à géolocaliser                     | Image manquante |
| Poilu écrasant l'aigle allemand (d) (monument aux morts)                         | Copie d'après Charles-Henri Pourquet       | Crédin                  | À déterminer | | À déterminer | à géolocaliser                     | Poilu écrasant l'aigle allemand (d) (monument aux morts)                                                                      |
| Le Poilu victorieux et Poilu mourant (monument aux morts)                        | Copie d'après Eugène Bénet et Jules Déchin | Elven                   | À côté de l'église Saint-Alban | | 1921         | à géolocaliser                     | Le Poilu victorieux et Poilu mourant (monument aux morts)« Monument aux morts de 1914-1918 à Elven », sur À nos grands hommes |
| Monument aux marins morts lors du naufrage du 3 octobre 1958                     | À déterminer                               | Erdeven                 | Sur la barre d'Étel | Commémore, entre autres, Émile Daniel.                                                                                       | À déterminer | à géolocaliser                     | Monument aux marins morts lors du naufrage du 3 octobre 1958                                                                  |
| Monument aux morts                                                               | Élie Le Goff                               | Étel                    | Dans le cimetière | | 1922         | à géolocaliser                     | Image manquante |
| Monument aux morts                                                               | À déterminer                               | Gâvres                  | À côté de l'église Saint-Gildas | | À déterminer | à géolocaliser                     | Monument aux morts |
| Monument aux morts                                                               | À déterminer                               | Gestel                  | À déterminer | | À déterminer | à géolocaliser                     | Monument aux morts |
| Monument aux morts                                                               | À déterminer                               | Gourin                  | Dans le cimetière | | À déterminer | à géolocaliser                     | Monument aux morts |
| Monument aux morts                                                               | À déterminer                               | Grand-Champ             | À déterminer | | À déterminer | à géolocaliser                     | Monument aux morts |
| Monument aux morts de 1914-1918                                                  | À déterminer                               | Groix                   | Dans l'église Saint-Tudy | | À déterminer | à géolocaliser                     | Monument aux morts de 1914-1918                                                                                               |
| Monument aux morts                                                               | Maurice Patoiseau                          | Groix                   | À côté de l'église Saint-Tudy | | 1922         | à géolocaliser                     | Monument aux morts |
| Monument aux marins disparus                                                     | Henri Gouzien                              | Groix                   | Dans le cimetière | | 1931         | à géolocaliser                     | Monument aux marins disparus                                                                                                  |
| Monument aux morts de Trégranteur                                                | À déterminer                               | Guégon                  | À côté de la chapelle de Trégranteur | | À déterminer | à géolocaliser                     | Monument aux morts de Trégranteur                                                                                             |
| Monument aux morts                                                               | Copie d'après Louis Maubert                | Guégon                  | À déterminer | | 1924         | à géolocaliser                     | Image manquante |
| Monument aux morts de 1914-1918                                                  | À déterminer                               | Guéhenno                | Dans l'église Saint-Pierre-et-Saint-Jean-Baptiste | | À déterminer | à géolocaliser                     | Monument aux morts de 1914-1918                                                                                               |
| Monument aux morts                                                               | Henri Gouzien                              | Guéhenno                | À déterminer | | 1924         | à géolocaliser                     | Monument aux morts |
| Monument aux morts                                                               | À déterminer                               | Guénin                  | À déterminer | | 1926         | à géolocaliser                     | Monument aux morts |
| Armistice (monument aux morts)                                                   | Copie d'après Jules Déchin                 | Guer                    | À déterminer | Également appelé Poilu Armistice ou Armistice 11 novembre 1918.                                                              | À déterminer | à géolocaliser                     | Image manquante |
| Monument aux morts                                                               | Charles Chaussepied                        | Guidel                  | À déterminer | | 1921         | à géolocaliser                     | Monument aux morts |
| Poilu au repos (monument aux morts)                                              | Copie d'après Étienne Camus                | Guillac                 | Sur la place de la mairie, à l'intersection de la rue Guimard, de la rue du Rocher et de la RD 122 (rue Daniau), près du chevet de l'église Saint-Bertin | | 1924         | 47° 54′ 37″ nord, 2° 27′ 57″ ouest | Monument aux morts de Guillac                                                                                                 |
| Monument aux morts                                                               | À déterminer                               | Guillac                 | À déterminer | | À déterminer | à géolocaliser                     | Monument aux morts |
| Monument aux morts (plaques)                                                     | À déterminer                               | Helléan                 | Dans l'église Saint-Samson | | À déterminer | à géolocaliser                     | Monument aux morts (plaques)                                                                                                  |
| Monument aux morts                                                               | À déterminer                               | Hœdic                   | À côté de l'église Notre-Dame-la-Blanche | | À déterminer | à géolocaliser                     | Monument aux morts |
| Monument aux morts                                                               | Albert Herbemont                           | Île-aux-Moines          | À côté de l'église Saint-Michel | | 1923         | à géolocaliser                     | Monument aux morts |
| Monument aux morts                                                               | À déterminer                               | Île-d'Arz               | À déterminer | | À déterminer | à géolocaliser                     | Monument aux morts |
| Monument aux morts                                                               | À déterminer                               | Île-d'Houat             | À côté de l'église Saint-Gildas | | À déterminer | 47° 23′ 26″ nord, 2° 57′ 21″ ouest | Monument aux morts de l'Île-d'Houat                                                                                           |
| Monument aux morts                                                               | À déterminer                               | Inguiniel               | À côté de l'église Saint-Alban | | À déterminer | à géolocaliser                     | Monument aux morts |
| Monument aux morts                                                               | À déterminer                               | Inzinzac-Lochrist       | À déterminer | | À déterminer | à géolocaliser                     | Monument aux morts |
| Monument aux morts                                                               | À déterminer                               | Josselin                | À déterminer | | À déterminer | à géolocaliser                     | Monument aux morts |
| Monument aux morts                                                               | À déterminer                               | Kergrist                | À côté de l'église Saint-Pierre et Saint-Paul | | À déterminer | à géolocaliser                     | Monument aux morts |
| Monument aux morts                                                               | Gaston-Auguste Schweitzer                  | La Chapelle-Neuve       | À déterminer | | 1923         | à géolocaliser                     | Image manquante |
| Monument aux morts                                                               | À déterminer                               | La Croix-Helléan        | À déterminer | | À déterminer | à géolocaliser                     | Monument aux morts |
| Monument aux morts                                                               | À déterminer                               | La Croix-Helléan        | Dans l'église Sainte-Croix | | À déterminer | à géolocaliser                     | Monument aux morts |
| Monument aux morts                                                               | À déterminer                               | La Gacilly              | À déterminer | | À déterminer | à géolocaliser                     | Monument aux morts |
| Monument aux morts                                                               | À déterminer                               | La Gacilly              | Dans l'église Saint-Nicolas | | À déterminer | à géolocaliser                     | Monument aux morts |
| Monument aux morts                                                               | À déterminer                               | La Grée-Saint-Laurent   | À déterminer | | À déterminer | à géolocaliser                     | Monument aux morts |
| Monument aux morts                                                               | À déterminer                               | La Trinité-Langonnet    | À côté de l'église de la Trinité | | 1925         | à géolocaliser                     | Monument aux morts |
| Monument aux morts                                                               | À déterminer                               | La Vraie-Croix          | À déterminer | | À déterminer | à géolocaliser                     | Monument aux morts |
| Poilu au repos (monument aux morts)                                              | Copie d'après Étienne Camus                | Landévant               | À côté de l'église Saint-Martin | | À déterminer | à géolocaliser                     | Poilu au repos (monument aux morts)                                                                                           |
| Monument aux morts                                                               | Daniel Druet                               | Lanester                | À déterminer | | 1985         | à géolocaliser                     | Monument aux morts |
| Monument aux morts                                                               | À déterminer                               | Langoëlan               | À déterminer | | À déterminer | à géolocaliser                     | Monument aux morts |
| On ne passe pas (d) (monument aux morts)                                         | Copie d'après Louis Maubert                | Langonnet               | Entre la mairie et l'église Saint-Pierre-et-Saint-Paul                                                                                                   | | À déterminer | à géolocaliser                     | Image manquante |
| Monument aux morts                                                               | À déterminer                               | Languidic               | Dans le cimetière | | À déterminer | à géolocaliser                     | Monument aux morts |
| Monument aux morts                                                               | À déterminer                               | Lanvénégen              | À déterminer | | À déterminer | à géolocaliser                     | Monument aux morts |
| Monument aux morts de la guerre d'Indochine et de la guerre de Corée             | À déterminer                               | Lauzach                 | Intersection de la rue de l'ancien lavoir et de la RD 140, à côté du cimetière                                                                           | | 1995         | à géolocaliser                     | Monument aux morts de la guerre d'Indochine et de la guerre de Corée                                                          |
| Monument aux morts                                                               | À déterminer                               | Le Bono                 | Sur la place Joseph le Clanché, en face de la mairie | | À déterminer | à géolocaliser                     | Monument aux morts |
| Monument aux morts                                                               | À déterminer                               | Le Croisic              | À déterminer | | À déterminer | à géolocaliser                     | Monument aux morts |
| Monument aux morts                                                               | À déterminer                               | Le Croisty              | À côté de l'église Saint-Jean-Baptiste | | 1922         | à géolocaliser                     | Monument aux morts |
| Monument aux morts                                                               | À déterminer                               | Le Faouët               | À côté de l'église Notre-Dame-de-l'Assomption | | À déterminer | à géolocaliser                     | Monument aux morts |
| Monument aux morts de 1914-1918                                                  | À déterminer                               | Le Gorvello             | Dans l'église Saint-Jean-Baptiste | | À déterminer | à géolocaliser                     | Monument aux morts de 1914-1918                                                                                               |
| Monument aux morts de 1914-1918                                                  | À déterminer                               | Le Guerno               | Dans l'église Sainte-Anne | | À déterminer | à géolocaliser                     | Monument aux morts de 1914-1918                                                                                               |
| Poilu au repos (monument aux morts)                                              | Copie d'après Étienne Camus                | Le Saint                | À côté de l'église Saint-Samuel | | 1922         | 48° 05′ 22″ nord, 3° 33′ 41″ ouest | Monument aux morts de Le Saint                                                                                                |
| Monument aux morts                                                               | À déterminer                               | Le Tour-du-Parc         | À déterminer | | À déterminer | à géolocaliser                     | Monument aux morts |
| Monument aux morts                                                               | À déterminer                               | Les Forges              | À déterminer | | À déterminer | à géolocaliser                     | Monument aux morts |
| Monument aux morts de 1914-1918                                                  | À déterminer                               | Les Fougerêts           | Dans l'église de la Nativité-de-la-Vierge | | À déterminer | à géolocaliser                     | Monument aux morts de 1914-1918                                                                                               |
| Monument aux morts                                                               | Henri Gouzien                              | Les Fougerêts           | À côté de l'église de la Nativité-de-la-Vierge | | À déterminer | à géolocaliser                     | Monument aux morts |
| Monument aux morts                                                               | À déterminer                               | Limerzel                | À déterminer | | À déterminer | à géolocaliser                     | Monument aux morts |
| Monument aux morts                                                               | À déterminer                               | Locminé                 | À déterminer | | À déterminer | à géolocaliser                     | Image manquante |
| La Victoire en chantant (monument aux morts)                                     | Copie d'après Charles Édouard Richefeu     | Locmiquélic             | Dans le cimetière | | 1924         | à géolocaliser                     | Image manquante |
| Monument aux morts                                                               | À déterminer                               | Malestroit              | À déterminer | | À déterminer | à géolocaliser                     | Monument aux morts |
| Monument aux morts                                                               | À déterminer                               | Malguénac               | À côté de l'église Saint-Pierre-et-Saint-Paul | | À déterminer | à géolocaliser                     | Monument aux morts |
| Monument aux morts                                                               | À déterminer                               | Marzan                  | À déterminer | | À déterminer | à géolocaliser                     | Monument aux morts |
| Poilu au repos (monument aux morts)                                              | Copie d'après Étienne Camus                | Merlevenez              | Sur la place de la mairie, au bord de la ruelle des Écoles                                                                                               | Prix : 10 200 francs. | 1922         | 47° 44′ 11″ nord, 3° 14′ 02″ ouest | Image manquante |
| Monument aux morts                                                               | À déterminer                               | Meslan                  | À côté de l'église Saint-Melaine | | À déterminer | à géolocaliser                     | Monument aux morts |
| Monument aux morts                                                               | À déterminer                               | Missiriac               | Dans l'église Notre-Dame | Inscrit MH (1984). | 1925         | à géolocaliser                     | Monument aux morts |
| Monument aux morts                                                               | À déterminer                               | Missiriac               | À déterminer | | À déterminer | à géolocaliser                     | Monument aux morts |
| Monument aux morts                                                               | À déterminer                               | Mohon                   | Devant la mairie | | À déterminer | à géolocaliser                     | Monument aux morts |
| Monument aux morts                                                               | Henri Gouzien                              | Monterblanc             | À côté de l'église Saint-Pierre | | 1925         | à géolocaliser                     | Monument aux morts |
| Monument aux morts                                                               | À déterminer                               | Montertelot             | À côté de la mairie | | À déterminer | à géolocaliser                     | Monument aux morts |
| Monument aux morts                                                               | À déterminer                               | Moustoir-Ac             | À côté de l'église Sainte-Barbe | | À déterminer | à géolocaliser                     | Monument aux morts |
| Monument aux morts                                                               | À déterminer                               | Naizin                  | À côté de l'église Saint-Côme-et-Saint-Damien | | À déterminer | à géolocaliser                     | Monument aux morts |
| Monument aux morts                                                               | Gaston-Auguste Schweitzer                  | Noyal-Pontivy           | Sur la place de l'église, à côté de l'église Sainte-Noyale                                                                                               | | 1923         | 48° 04′ 03″ nord, 2° 53′ 00″ ouest | Monument aux morts de Noyal-Pontivy                                                                                           |
| Monument aux morts                                                               | À déterminer                               | Noyalo                  | Contre l'église Sainte-Anne | | À déterminer | à géolocaliser                     | Monument aux morts |
| Monument aux morts                                                               | À déterminer                               | Peillac                 | À côté de l'église Saint-Pierre | | À déterminer | à géolocaliser                     | Monument aux morts |
| Monument aux morts de 1914-1918                                                  | À déterminer                               | Plescop                 | Dans l'église Saint-Pierre-aux-Liens | | À déterminer | à géolocaliser                     | Monument aux morts de 1914-1918                                                                                               |
| Monument aux morts                                                               | À déterminer                               | Plescop                 | À côté de la mairie | | 2011         | à géolocaliser                     | Monument aux morts |
| On ne passe pas (d) (monument aux morts)                                         | Copie d'après Louis Maubert                | Ploemel                 | À côté de l'église Saint-André | | 1923         | à géolocaliser                     | On ne passe pas (d) (monument aux morts)                                                                                      |
| Monument aux morts                                                               | Maurice Patoiseau                          | Ploemeur                | À déterminer | | 1921         | à géolocaliser                     | Image manquante |
| Monument aux morts                                                               | À déterminer                               | Ploërdut                | À déterminer | | À déterminer | à géolocaliser                     | Monument aux morts |
| Monument aux morts de 1914-1918                                                  | À déterminer                               | Ploërmel                | Dans l'église Saint-Armel | | À déterminer | à géolocaliser                     | Monument aux morts de 1914-1918                                                                                               |
| Monument aux morts de 1914-1918                                                  | À déterminer                               | Ploërmel                | Dans la chapelle de la Congrégation | | À déterminer | à géolocaliser                     | Monument aux morts de 1914-1918                                                                                               |
| Monument aux morts                                                               | À déterminer                               | Ploërmel                | Dans la chapelle de la Congrégation | | À déterminer | à géolocaliser                     | Monument aux morts |
| Monument aux morts                                                               | À déterminer                               | Ploërmel                | Rue Charles-de-Gaulle | | 1921         | à géolocaliser                     | Monument aux morts« Monument aux morts de 1914-1918 à Ploërmel », sur À nos grands hommes                                     |
| Monument aux morts                                                               | Gauthier                                   | Plouay                  | À côté de l'église Saint-Ouen | | 1923         | à géolocaliser                     | Monument aux morts |
| Monument aux morts                                                               | À déterminer                               | Plouray                 | À déterminer | | À déterminer | à géolocaliser                     | Monument aux morts |
| Monument aux morts                                                               | À déterminer                               | Pluherlin               | Contre l'église Saint-Gentien | | À déterminer | à géolocaliser                     | Monument aux morts |
| Monument aux morts                                                               | Henri Gouzien                              | Pluméliau               | À déterminer | | 1925         | à géolocaliser                     | Monument aux morts |
| Monument aux morts                                                               | À déterminer                               | Plumergat               | À déterminer | | À déterminer | à géolocaliser                     | Monument aux morts |
| Monument aux morts                                                               | À déterminer                               | Pluvigner               | À déterminer | | À déterminer | à géolocaliser                     | Monument aux morts |
| Monuments aux morts                                                              | René Quillivic                             | Pont-Scorff             | À déterminer | | À déterminer | à géolocaliser                     | Monuments aux morts |
| Monument aux morts                                                               | Gaston-Auguste Schweitzer                  | Priziac                 | À déterminer | | À déterminer | à géolocaliser                     | Monument aux morts |
| Monument aux morts                                                               | À déterminer                               | Questembert             | À déterminer | | À déterminer | à géolocaliser                     | Monument aux morts |
| Monument aux morts                                                               | Élie Le Goff                               | Quistinic               | Sur la place Saint-Mathurin | | À déterminer | à géolocaliser                     | Monument aux morts |
| Monument aux morts                                                               | Henri Gouzien                              | Radenac                 | À côté de l'église Saint-Pierre-et-Saint-Paul | | À déterminer | à géolocaliser                     | Monument aux morts |
| Monument aux morts                                                               | À déterminer                               | Réminiac                | À déterminer | | À déterminer | à géolocaliser                     | Monument aux morts |
| Monument aux morts                                                               | À déterminer                               | Remungol                | Contre l'église Sainte-Julitte | | À déterminer | à géolocaliser                     | Monument aux morts |
| Monument aux morts                                                               | À déterminer                               | Rieux                   | À déterminer | | À déterminer | à géolocaliser                     | Monument aux morts |
| Monument aux morts                                                               | À déterminer                               | Rochefort-en-Terre      | Dans l'église Notre-Dame-de-la-Tronchaye | Classé MH (1982). | À déterminer | à géolocaliser                     | Monument aux morts |
| Monument aux morts                                                               | Henri Gouzien                              | Rochefort-en-Terre      | À déterminer | | 1924         | à géolocaliser                     | Monument aux morts |
| Monument aux morts                                                               | À déterminer                               | Rohan                   | À déterminer | | À déterminer | à géolocaliser                     | Monument aux morts |
| Monument aux morts                                                               | À déterminer                               | Saint-Allouestre        | À déterminer | | À déterminer | à géolocaliser                     | Monument aux morts |
| On ne passe pas (d) (monument aux morts)                                         | Copie d'après Louis Maubert                | Saint-Barthélemy        | À déterminer | | À déterminer | à géolocaliser                     | On ne passe pas (d) (monument aux morts)                                                                                      |
| On ne passe pas (d) (monument aux morts)                                         | Copie d'après Louis Maubert                | Saint-Caradec-Trégomel  | À côté de l'église Saint-Caradec | | 1923         | à géolocaliser                     | On ne passe pas (d) (monument aux morts)                                                                                      |
| Monument aux morts                                                               | À déterminer                               | Saint-Gildas-de-Rhuys   | À côté de l'église abbatiale | | À déterminer | à géolocaliser                     | Monument aux morts |
| Monument aux morts                                                               | À déterminer                               | Saint-Guyomard          | À côté de l'église Saint-Guyomard | | À déterminer | à géolocaliser                     | Monument aux morts |
| Monument aux morts                                                               | À déterminer                               | Saint-Jean-Brévelay     | Au chevet de l'église Saint-Jean-de-Beverley | | À déterminer | à géolocaliser                     | Monument aux morts |
| Monument aux morts                                                               | À déterminer                               | Saint-Léry              | À déterminer | | À déterminer | à géolocaliser                     | Monument aux morts |
| Poilu au repos (monument aux morts)                                              | Copie d'après Étienne Camus                | Saint-Nicolas-du-Tertre | À côté de l'église Saint-Nicolas | | À déterminer | à géolocaliser                     | Poilu au repos (monument aux morts)                                                                                           |
| Monument aux morts                                                               | Henri Gouzien                              | Saint-Nolff             | Contre l'église Saint-Mayeul | | À déterminer | à géolocaliser                     | Monument aux morts |
| Monument aux morts de 1914-1918                                                  | À déterminer                               | Saint-Philibert         | Dans l'église Saint-Philibert | | À déterminer | à géolocaliser                     | Monument aux morts de 1914-1918                                                                                               |
| Borne de la Terre sacrée                                                         | À déterminer                               | Saint-Pierre-Quiberon   | Près de la plage du Foso | Remplace celle réalisée par Gaston Deblaize, érigée en 1931 sur l'îlot du Guernic, détruite en 1942 par un tir d'artillerie. | 1997         | à géolocaliser                     | Borne de la Terre sacrée |
| Monument aux morts de 1914-1918                                                  | À déterminer                               | Saint-Pierre-Quiberon   | Dans la chapelle Notre-Dame de Lotivy | | À déterminer | à géolocaliser                     | Monument aux morts de 1914-1918                                                                                               |
| Monument aux morts 1914-1918                                                     | À déterminer                               | Saint-Servant           | Sous le porche de l'église Saint-Servais | | À déterminer | à géolocaliser                     | Monument aux morts 1914-1918                                                                                                  |
| Monument aux morts                                                               | À déterminer                               | Saint-Servant           | À déterminer | | À déterminer | à géolocaliser                     | Monument aux morts |
| Monument aux morts en Afrique du Nord                                            | À déterminer                               | Saint-Servant           | À déterminer | | À déterminer | à géolocaliser                     | Monument aux morts en Afrique du Nord                                                                                         |
| Poilu au repos (monument aux morts)                                              | Copie d'après Étienne Camus                | Saint-Thuriau           | À déterminer | | 1924         | à géolocaliser                     | Poilu au repos (monument aux morts)                                                                                           |
| Monument aux morts                                                               | À déterminer                               | Saint-Tugdual           | À déterminer | | À déterminer | à géolocaliser                     | Monument aux morts |
| Monument aux morts                                                               | À déterminer                               | Sainte-Brigitte         | À déterminer | | À déterminer | à géolocaliser                     | Monument aux morts |
| Monument aux morts                                                               | À déterminer                               | Sainte-Hélène           | À déterminer | | À déterminer | à géolocaliser                     | Monument aux morts |
| Monument aux morts                                                               | À déterminer                               | Sarzeau                 | À déterminer | | À déterminer | à géolocaliser                     | Monument aux morts |
| Monument aux morts                                                               | À déterminer                               | Sulniac                 | À côté de l'église Saint-Pierre | | À déterminer | à géolocaliser                     | Monument aux morts |
| Monument aux morts                                                               | À déterminer                               | Surzur                  | À côté de l'église Saint-Symphorien | | À déterminer | à géolocaliser                     | Monument aux morts |
| Poilu écrasant l'aigle allemand (d) (monument aux morts)                         | Copie d'après Charles-Henri Pourquet       | Taupont                 | À côté de la nouvelle église Saint-Golven | | À déterminer | à géolocaliser                     | Poilu écrasant l'aigle allemand (d) (monument aux morts)                                                                      |
| Monument aux morts                                                               | À déterminer                               | Tréal                   | À déterminer | | À déterminer | à géolocaliser                     | Monument aux morts |
| Monument aux morts de 1914-1918                                                  | À déterminer                               | Trédion                 | Dans l'église Saint-Martin | | À déterminer | à géolocaliser                     | Monument aux morts de 1914-1918                                                                                               |
| Monument aux morts                                                               | À déterminer                               | Treffléan               | À côté de l'église Saint-Léon | | À déterminer | à géolocaliser                     | Monument aux morts |
| Monument aux fusillés du 28 juillet 1795                                         | À déterminer                               | Vannes                  | Intersection de l'allée des Saint-Cypriens et de l'allée des Forces Françaises Intérieures, dans le parc de la Garenne                                   | Commémore, entre autres, Charles Eugène Gabriel de Virot de Sombreuil et Urbain-René de Hercé.                               | À déterminer | à géolocaliser                     | Monument aux fusillés du 28 juillet 1795                                                                                      |
| Monument aux morts                                                               | À déterminer                               | Vannes                  | Dans la cathédrale Saint-Pierre | | À déterminer | à géolocaliser                     | Monument aux morts |
| Monument aux morts de 1914-1918                                                  | À déterminer                               | Vannes                  | Dans l'église Saint-Patern | | À déterminer | à géolocaliser                     | Monument aux morts de 1914-1918                                                                                               |
| Monument aux morts                                                               | Emmanuel Ladmiral                          | Vannes                  | Dans le parc de la Garenne | | 1923         | 47° 39′ 21″ nord, 2° 45′ 13″ ouest | Monument aux morts de Vannes                                                                                                  |
| Monument aux agents SNCF morts de 1939-1945                                      | À déterminer                               | Vannes                  | Dans la gare | Plaques. | À déterminer | à géolocaliser                     | Image manquante |
| Monument aux Morbihannais morts dans la guerre d'Algérie et les combats de l'AFN | À déterminer                               | Vannes                  | Dans le parc de la Garenne | | 2008         | à géolocaliser                     | Monument aux Morbihannais morts dans la guerre d'Algérie et les combats de l'AFN                                              |